# داگ ویتفورد
داگ ویتفورد (به انگلیسی: Doug Whiteford) راننده استرالیایی که در بین سال‌های ۱۹۳۹ تا ۱۹۶۱ به انجام مسابقات رالی مشغول بوده.